# Michael Neher
Michael Neher, född den 31 mars 1798 i München, död där den 4 december 1876, var en tysk målare. Han var syssling till Bernhard von Neher.
Neher studerade i sin födelsestad, reste 1820 till Italien, där han scener ur folklivet. Han återvände 1826 till München och ägnade sig huvudsakligast åt arkitekturmåleri. Neher är rikt 
representerad i Nya pinakoteket av utsikter av tyska gamla städer och kyrkor. Han är representerad även i Hamburgs med flera tyska gallerier.